# Kanhan
Kanhan és un riu de l'Índia a Madhya Pradesh i Maharashtra, que neix a 21° 52′ N, 78° 39′ E / 21.867°N,78.650°E al districte de Chhindwara. Corre en direcció sud-oest i creua la selva de Ghargajgarh i a uns 7 km de les ruïnes del fort de Deogarh rep el riu Jam sota el poble de Lodhikhera; després s'uneix al Pench just damunt de Kamthi, a Maharashtra. El riu unit, amb el nom de Kanhan, corre fins a desaiguar al Wainganga sota Bhandara, a uns 225 km del seu naixement.